# Métaboles
Métaboles ist ein fünfsätziges Orchesterwerk von Henri Dutilleux aus dem Jahre 1965. Es zählt zu seinen bekanntesten und bedeutendsten Werken.

## Hintergrund
Im Zuge des vierzigjährigen Jubiläums des Cleveland Orchestra beauftragte George Szell Dutilleux 1959 mit der Komposition eines Orchesterwerkes. Die Arbeiten zogen sich schließlich bis 1964. Die Uraufführung erfolgte am 14. Januar 1965 durch ebenjenes Orchester unter Szell. Es folgten weitere Aufführungen im selben Frühling.
Grundgedanke des Werkes ist ein musikalischer Metamorphismus, der dem Werk auch seinen Namen gibt: Zu Beginn jedes Satzes steht eine musikalische Figur, die im Laufe der Zeit Transformationen erfährt, bis eine neue Figur entstanden ist, die schließlich den Ausgangspunkt des nächsten Satzes bildet. Die einzelnen Sätze sind attacca zu spielen, gehen also direkt ineinander über. Ganz zum Ende ist wieder das Eingangsmotiv zu erkennen, somit schließt sich der Kreis.
Solche Variationsprozesse spielen in Dutilleux’ gesamtem Œuvre eine wichtige Rolle. Zugleich markiert Métaboles nach Aussage des Komponisten einen Wendepunkt in seinem Schaffen, habe er doch nach seinen vorhergehenden Sinfonien zu einer eigenständigen musikalischen Form gefunden, die durch das Mittel der Variation erst ermöglicht wurde.

## Form und Musik
Jeder der Sätze trägt eine beschreibende Überschrift; zugleich steht in jedem Satz eine andere Instrumentengruppe im Zentrum: Es sind dies die Holzbläser in I. Incantatoire, die Streicher in II. Linéaire, die Blechbläser in III. Obsessionel sowie das Schlagwerk in IV. Torpide. Der fünfte und letzte Satz V. Flamboyant vereint alle Instrumente im Orchestertutti.
Gefordert werden 2 Flöten, 2 Piccoloflöten, 3 Oboen, 1 Englisch Horn, 3 Klarinetten, 1 Bassklarinette, 3 Fagotte, 1 Kontrafagott, 4 Hörner, 3 Trompeten, 3 Posaunen, 1 Tuba, Schlagwerk (darunter Pauken, Xylophon), Celesta, Harfe und Streicher.
Der erste Satz greift in den Holzbläsern ein Tritonusmotiv aus Dutilleux’ 1. Sinfonie auf, kontrastiert mit markanten Einwürfen von Xylophon, Celesta, Harfe und hohen Streichern. Der bei Dutilleux ohnehin wichtige Ton e spielt auch in diesem Orchesterwerk die zentrale Rolle. Das Motiv wird anschließend verschiedentlich umspielt und mündet zur Mitte in einem Streichersatz, bevor Incantatoire mit einer Erinnerung an den Anfang schließt. Im zweiten Satz wird der Streicherpart aus dem vorhergehenden Satz wieder aufgegriffen und allmählich auf bis zu 20 Stimmen ausgeweitet. Nach einem nahtlosen Übergang karikiert der dritte Satz eine allzu pedantische Anwendung der Zwölftontechnik bzw. der seriellen Kompositionsweise: Vom Kontrabass ausgehend wird eine Zwölftonreihe auf den gesamten Klangkörper ausgeweitet, bis diese in einer lebhaften Akkordsequenz gipfelt. Der vierte Satz kreist zunächst im Stillen auf dem Sechstonakkord c-d-e-fis-g-as, der mit einem rhythmisch ausdifferenzierten Schlagwerkpart zur mystischen Klangkulisse verschmilzt. Der fünfte Satz schließlich greift Elemente aus den vorherigen Sätzen auf, ergänzt sie aber um neues Material. Eine flammende Jagd der Motive charakterisiert den Satz, bis zum Schluss die Anfangssequenz aus dem ersten Satz erneut aufgegriffen und zum fulminanten Abschluss gebracht wird.
Beobachtet werden kann weiterhin ein teils zyklisches, teils proustsches Verständnis von Zeitwahrnehmung in der Musik: Variationen können nur wahrgenommen werden, sofern das Gedächtnis ein variiertes Element mit der Erinnerung an den Originalzustand vergleichen kann. Gleichzeitig können Klangereignisse auch zeitlich entfernte Erinnerungen wachrufen. In diesem Zusammenhang erkennt Anna Stoll-Knecht in den Sätzen von Métaboles verschiedene Zeitphänomene: Incantatoire und Obsessionnel wecken den Eindruck einer Wiederholung, während Linéaire für einen stetigen Zeitfluss und Torpide für eine erstarrte Zeit steht.